# Zonda (vento)
Il vento da ovest-sudovest, piuttosto secco e polveroso, è noto in Argentina come zonda, ed è simile al föhn o foehn nelle Alpi europee. Questo vento soffia molto spesso dalle cime e crinali delle Ande cilene, trascinando detriti e polveri sul versante orientale della cordigliera delle Ande. Lo Zonda è un vento secco a genesi circumpolare (Polo Sud); inizialmente, le acque dell'Oceano Pacifico lo rendono moderatamente umido, ma perde la sua umidità nell'ascesa con espansione, raffreddamento e condensazione del vapore in acqua piovana che precipita sotto forma di neve per lo più sulle montagne del Cile (con crinali alti più di 4.000 metri e picchi oltre i 6 km), ed in seguito subisce una compressione e riscaldamento nella discesa dai crinali, fino alla Patagonia e alle Pampas. Il vento zonda può superare i 120 km/h.
Gli effetti del fenomeno del "viento föhn" nell'ovest argentino sono visibili nella province di La Rioja, di San Juan, e nel nordest della Mendoza, a causa dell'effetto della pressione suscitata dai venti provenienti dal Pacifico del sud, dall'altezza delle Ande, e da vari fenomeni di incanalatura orografica dei venti sull'altopiano, dove la "meseta della Puna" dissipa questi venti.
Il vento zonda è la conseguenza finale del movimento verso nordest dei fronti climatici antartici, e precede venti freddi ciclonici, ma è piuttosto caldo a causa del soleggiamento e della compressione adiabatica nelle valli di Tulúm, Ullum, Zonda, e nella valle di Jáchal, nella provincia di San Juan, dove predominano. A quote maggiori si verifica il viento blanco, saturo di neve, che giunge a velocità superiori ai 200 km/h. Questo "vento bianco" di alta quota è una risorsa idrica importante per la regione arida del Cuyo, ed è la principale ragione dell'accumulo di neve alle alte quote in ghiacciai.
Il vento zonda di solito inizia al pomeriggio (tra le ore 12 e le 18), e suole persistere nelle seguenti 2-12 ore, per presentarsi in seguito con intermittenza per 2-3 giorni, per poi essere seguito dall'entrata di masse d'aria fredda che si muovono in direzione nord-nordest (viento sur). Nel 90 % dei casi, il fenomeno avviene tra maggio e novembre.

## Altri usi del termine"viento zonda"
Il termine zonda descrive anche un viento norte, cioè un vento settentrionale, caldo e umido, che spira nella Pampa a causa dell'avanzata di una depressione verso ponente e che precede il vento pampero. Di solito viene chiamato il sondoro.
La Pagani Zonda, automobile prodotta in Italia dalla Pagani Automobili tra il 1999 e il 2010, deriva il proprio nome da questo vento.